# Александр I Великий
Александр I Великий (груз. ალექსანდრე I დიდი, 1389—1445) — царь Грузии с 1412 по 1442 годы. Сын царя Константина I (из династии Багратионов) и Натии Амиреджиби.

## Биография
Выращен бабушкой Русудан. В 23 года стал царем страны, которая пребывала в руинах после нашествия Тамерлана. Действия по восстановлению царства, осуществленные Александром I, лежат в основе определения слова «Великий», которое было приписано ему более поздними историками. Впрочем, от тюркского нашествия средневековая Грузия так и не оправилась.

### Восстановление страны
В первые же годы царствования был вынужден участвовать в борьбе с нашествиями туркмен. Только с 1415 года в Грузии воцарился мир и царь энергично приступил к восстановлению разрушенной Тамерланом и туркменами страны. Так как казна была опустошена в 1425 году был введен налог на поселение (отменен в 1440). Средствами полученными от введения налога были отремонтированы храмы Светицховели, Руиси, а также множество монастырей и крепостей.
Александр I проводил активную внешнюю политику: были предприняты попытки восстановить Грузию в своих прежних границах. В 1431 году присоединил армянский город-крепость Лоре и долину Лоре, которая до сих пор была под владычеством туркмен. Это дало Грузии прирост уменьшенного войной населения более 6000 семейств. Способствовал иммиграции армянских беженцев в Грузию из Сюника.
В 1434 году Александр I распространил свою власть на Сванетию, а в 1435 году включил в сферу своего влияния Карабах. Чтобы заселить страну, Александр I также выкупил 60 000 грузин, которые были взяты в плен Тамерланом и насильно переселены в Мавераннахр.
Способствовал восстановлению и укреплению грузинской церкви, восстановил пошатнувшееся церковное землевладение, обновил грузинские монастыри за границами страны. В течение долгих лет своего правления он не взимал единого налога или подати со своих подданных. Царь и члены царской семьи принимали непосредственное участие в строительных работах.

### Внутренняя политика
В первые же годы царствования (до 1415) Александр I усмирил непокорных князей — Дадиани, Шарвашидзе, атабагов Самцхе; некоторых глав сместил с управления краями и на их места назначил сыновей — Вахтанга, Дмитрия и Георгия. Но это дало обратный результат: их роль в политической жизни страны возросла, при живом отце-царе именовались царями; их политикой в основном являлось лоббирование интересов феодалов.
Во время осуществления государственных мероприятий царь был вынужден учитывать пожелания сыновей и других членов царской семьи. Царские документы издавались не только с именем царя, а также с именами членов семьи, что явно указывало на ослабление центральной власти.
В конце правления Александра I, правитель государства Кара-Коюнлу Джаханшах потребовал от грузинского монарха изъявления покорности и ежегодную дань, но, получив отказ от Александра, приказал казнить 1664 грузинских воина и мирных жителя, пойманных в Самшвилде, и угнал в рабство около 10 000 человек.
Из-за создавшейся ситуации в стране Александр I в 1442 году отрекся от престола и постригся в монахи под именем Афанасия.
Несмотря на некоторую передышку и восстановление страны, после смерти царя Грузия распалась на несколько царств и княжеств.

## Семья
Был женат первым браком на Дуландухт, дочери князя Бешкена Орбеляна. В этом браке родились:
- дочь (1412 — после 1438), царевна; замужем за Иоанном IV (Калоиоанн), императором Трапезунда.
- Вахтанг IV (1413—1446), царь Грузии (1442—1446)
- Деметре (1413—1453), царевич, «провинциальный царь», родоначальник царей Картли

вторым браком был женат на Тамаре, дочери царя Западной Грузии (Имерети) Александра I. В этом браке родились:
- Георгий VIII (1415/17 — 1476), последний царь единой Грузии (1446—1466), с 1466 по 1476 царь Кахетии.
- Давид II (1417—1457), католикос Грузии (1426—1430)
- Заал (1428 — после 1442), царевич.